# Beautiful Ones
Beautiful Ones är den andra singeln från albumet Coming Up av bandet Suede, som släpptes den 14 oktober 1996 på Nude Records. 
Låten blev en hit på topp-10-listan i Storbritannien och placerade sig som bäst på åttonde plats.
På Trackslistan i Sverige var Suede framgångsrika och Beautiful Ones blev den femte största hiten där under 1996.
Videon regisserades av Pedro Romhanyi, som tidigare gjorde videon för bandets låt Animal Nitrate.

## Låtlista
Samtliga sånger av Brett Anderson och Richard Oakes om inget annat anges. 

### CD 1
1. "Beautiful Ones"
2. "Young Men"
3. "Sound of the Streets" (Anderson)

### CD 2
1. "Beautiful Ones"
2. "Money"
3. "Sam" (Anderson)